# Proceratosauridae
Proceratosauridae, česky proceratosauridi, byli zástupci nepříliš rozsáhlé čeledi teropodních dinosaurů z nadčeledi tyranosauroidů. Žili v období střední jury až spodní křídy (asi před 165 až 120 miliony let) na území dnešní Číny (provincie Liao-ning), Británie a Ruska.

## Systematika a popis

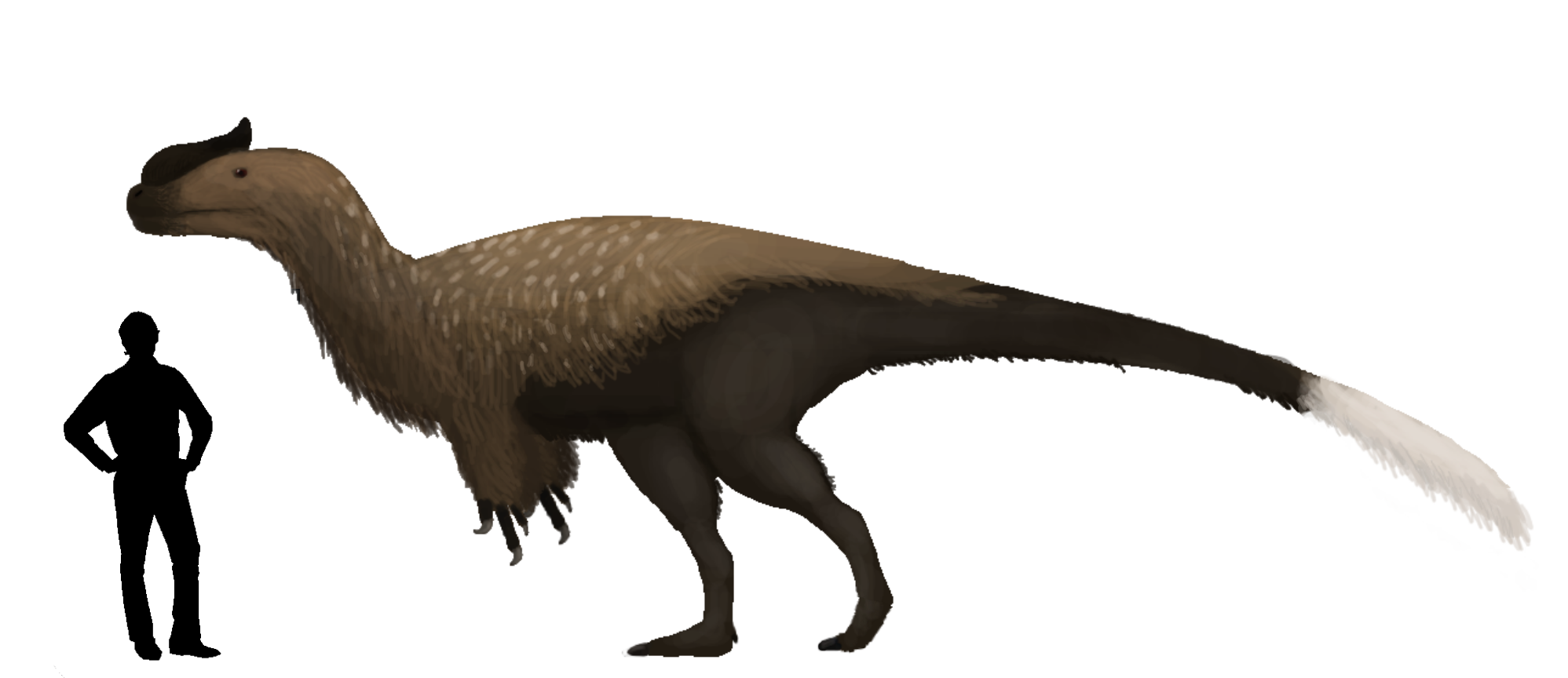
Sinotyrannus - obří zástupce čeledi

V současnosti je do této skupiny řazeno zhruba osm rodů teropodů – například Proceratosaurus, Guanlong, Sinotyrannus nebo Kileskus. Klad těchto primitivních tyranosauroidů je definován tak, že sem patří všechny rody teropodů příbuznější rodu Proceratosaurus než rodům Allosaurus, Compsognathus, Coelurus, Ornithomimus nebo Deinonychus. Ačkoliv většina zástupců dsahovala jen menších rozměrů, čínské rody Sinotyrannus a Yutyrannus dosáhly délky 8 až 9 metrů a hmotnosti až 1,5 tuny.

## Paleobiologie
Proceratosauridi byli patrně velmi hbitými a rychle se pohybujícími predátory. V roce 2025 byla publikována odborná práce o fosilní sérii stop z Číny, která mohla být vytvořena právě mladým jedincem (odrostlejším mládětem tyranosaurida druhu Yutyrannus huali s výškou hřbetu 1,13 až 1,35 metru). Série má délku téměř 70 metrů a její původce zde kráčel průměrnou rychlostí 5,3 km/h (1,5 m/s). Jednalo se ale o velmi hbitého a rychlého tvora, jehož maximální rychlost běhu mohla dle výpočtů dosáhnout až 58,7 km/h (16,3 m/s).

## Zástupci čeledi
- Dilong
- Guanlong
- Juratyrant
- Kileskus
- "Ngexisaurus"?
- Proceratosaurus
- Sinotyrannus
- Stokesosaurus
- Yutyrannus